# Slush Helsinki
Slush Helsinki est une conférence annuelle pour les jeunes pousses organisée par Aaltoes à Helsinki en Finlande,,.

## Présentation
Slush est un événement à but non lucratif organisé par Aaltoes une communauté d'entrepreneurs, d'investisseurs, et d'étudiants. 
Slush est un événement qui au début rapprochait environ 300 personnes et est maintenant la plus importante conférence pour les start-up en Europe du nord.
Son objectif est d'aider la prochaine génération de grandes entreprises à conquérir le monde.
En novembre Slush réunit 15.000 participants et plus de 1700 start-up pendant deux jours. 
Environ 800 investisseurs sont arrivés à Helsinki pour rencontrer les startups.